# Race naar de sneeuw
Race naar de sneeuw was een fototentoonstelling over de vroege exploratie van Nederlands-Nieuw-Guinea, gehouden in het Amsterdamse Tropenmuseum van 4 oktober 2001 tot 31 januari 2002.
Vijfenvijftig foto's, waaronder een aantal afdrukken van glasnegatieven, gaven een impressie van de Nederlandse pogingen om met kostbare expedities het destijds onbekende binnenland van Nederlands Nieuw-Guinea binnen te dringen en de met sneeuw bedekte toppen van het Sneeuwgebergte, de lange, centrale bergkam te bereiken.
Militaire exploratiedetachementen, het veld in gestuurd door gouverneur-generaal Van Heutsz op advies van Hendrik Colijn, de rechterhand van Van Heutsz voor de zogenaamde Buitengewesten, legden tussen 1907 en 1915 grote gebieden open. Wetenschappelijke expedities, eveneens met militaire bescherming en ondersteuning, werden georganiseerd door specifieke maatschappijen met kantoren in Amsterdam en/of Batavia. Ook twee 'concurrerende' Britse expedities, die op zoek waren naar onbekende vogels en het verzamelen van andere natuurhistorische specimens, doorkruisten tussen 1909 en 1913 delen van zuidelijk Nieuw-Guinea. Een belangrijk doel van al deze expedities was het bereiken van de 'tropische sneeuw', die al in de 17e eeuw in de verte vanaf een Nederlands schip was waargenomen. Er waren drie Nederlandse expedities nodig tussen 1907 en 1913 om de sneeuw te bereiken, en alleen de derde bereikte de Wilhelminatop. Anton Colijn, de zoon van Hendrik Colijn die toen al minister-president van Nederland was, bereikte in 1936 de sneeuw van het Carstenszgebergte.
De expositie toonde foto's van de Nederlandse en Engelse ontdekkingstochten tussen 1907 en 1936; ze kwamen uit de verzamelingen van het Koninklijk Instituut voor de Tropen, het Koninklijk Instituut voor Taal-, Land- en Volkenkunde en de Royal Geographical Society in Londen. Na Amsterdam was de tentoonstelling nog te zien in het Erasmus Huis, het cultureel centrum van de Nederlandse ambassade in Jakarta, en in Timika in Papua.